# OFF COURSE BOX
『OFF COURSE BOX』（オフコース・ボックス）は、1987年7月5日に発売されたオフコースのアルバムCD-BOX。本項では1998年11月18日に発売された同名のCD-BOXについてもここで記述する。

## 解説
ファースト・アルバム『オフ・コース1 ⁄ 僕の贈りもの』から『I LOVE YOU』までのオリジナル・アルバム10作に、ライブ・アルバム『秋ゆく街で ⁄ オフ・コース・ライヴ・イン・コンサート』、更にアルバム未収録シングル4曲を収めたボーナスディスク1枚を加えた、CD12枚組で構成されている。
ベストアルバム『IT'S ALL RIGHT SELECTION III 1984-1987』と同時発売。
翌年の1988年12月10日には、FUN HOUSEから発売されたオリジナル・アルバム4作品を収めたCD-BOX『OFF COURSE 1984〜1988 SPECIAL CD SET』が発売されている。
1998年11月21日には、本BOXにライブ・アルバム『LIVE』と、サウンドトラック・アルバム『NEXT SOUND TRACK』を追加収録し、オリジナル・アナログからリマスタリングを施した上で、缶ジャケット仕様によるCD14枚組で改めて発売されたが、ボーナスディスクは収められていない。

## 収録内容 (1987年盤)

### DISC 01『オフ・コース1 / 僕の贈りもの』(CA25-1480)
1973年6月5日リリース。詳細はオフ・コース1 / 僕の贈りものの項を参照。

### DISC 02『この道をゆけば / オフ・コース・ラウンド2』(CA25-1481)
1974年5月5日リリース。詳細はこの道をゆけば ⁄ オフ・コース・ラウンド2の項を参照。

### DISC 03『秋ゆく街で / オフ・コース・ライヴ・イン・コンサート』(CA25-1482)
1974年12月20日リリース。詳細は秋ゆく街で ⁄ オフ・コース・ライヴ・イン・コンサートの項を参照。

### DISC 04『ワインの匂い』(CA25-1483)
1975年12月20日リリース。詳細はワインの匂いの項を参照。

### DISC 05『SONG IS LOVE』(CA25-1484)
1976年11月5日リリース。詳細はSONG IS LOVEの項を参照。

### DISC 06『JUNKTION』(CA25-1485)
1977年9月5日リリース。詳細はJUNKTIONの項を参照。

### DISC 07『FAIRWAY』(CA25-1486)
1978年10月5日リリース。詳細はFAIRWAYの項を参照。

### DISC 08『Three and Two』(CA25-1487)
1979年10月20日リリース。詳細はThree and Twoの項を参照。

### DISC 09『We are』(CA25-1488)
1980年11月21日リリース。詳細はWe areの項を参照。

### DISC 10『over』(CA25-1489)
1981年12月1日リリース。詳細はoverの項を参照。

### DISC 11『I LOVE YOU』(CA25-1490)
1982年7月1日リリース。詳細はI LOVE YOUの項を参照。

### DISC 12『OFF COURSE BOX＋1』(CA25-1491)
本ボックス・セットのみに収録された特別なアルバム。1998年11月18日に再発売されたものには収録されていない。
| #  | タイトル           | 作詞     | 作曲     | 編曲     | 時間 |
| -- | ------------------ | -------- | -------- | -------- | ---- |
| 1. | 「忘れ雪」         | 松本隆   | 筒美京平 | 矢野誠   | 2:57 |
| 2. | 「水いらずの午後」 | 松本隆   | 筒美京平 | 矢野誠   | 2:49 |
| 3. | 「おさらば」       | 東海林修 | 東海林修 | 東海林修 | 3:07 |
| 4. | 「悲しきあこがれ」 | 山上路夫 | 東海林修 | 東海林修 | 2:55 |

## 収録内容 (1998年盤)

### DISC 11『NEXT SOUND TRACK』(TOCT-10552)
1982年9月1日リリース。詳細はNEXT SOUND TRACKの項を参照。

### DISC 13+14『LIVE』(TOCT-10554~5)
1980年5月5日リリース。詳細はLIVEの項を参照。

## リリース履歴
| # | タイトル       | 発売日         | リリース              | 規格 | 品番          | 備考 |
| - | -------------- | -------------- | --------------------- | ---- | ------------- | --- |
| 1 | OFF COURSE BOX | 1987年7月5日   | EXPRESS / TOSHIBA EMI | 12CD | CA25-1480/91  | CDはプラケース仕様。 |
| 2 | OFF COURSE BOX | 1998年11月18日 | EXPRESS / TOSHIBA EMI | 14CD | TOCT-10542/55 | 本BOXからボーナスディスクを除外してライブ・アルバム『LIVE』とサウンドトラック・アルバム『NEXT SOUND TRACK』を追加収録。オリジナル・アナログからリマスタリング。缶ジャケット仕様。 |